# Jolanda, la figlia del Corsaro Nero
Jolanda, la figlia del Corsaro Nero («Jolanda, la hija del corsario negro» en español) es una película italiana de 1953 dirigida por Mario Soldati, y basada en la novela del mismo nombre de Emilio Salgari.

## Reparto
- May Britt como Jolanda.
- Marc Lawrence como Van Gould.
- Renato Salvatori como Ralf, hijo de Morgan.
- Barbara Florian como Consuelo di Medina.
- Guido Celano como Morgan, el pirata.
- Ignazio Balsamo como Van Stiller.
- Alberto Sorrentino como Agonia.
- Umberto Spadaro como Padrastro de Jolanda.
- Domenico Serra como Ramon.

## Producción
Al concluir un período de inagotable actividad que le llevó a dirigir diez películas entre 1950 y 1953, Mario Soldati realizó «simultáneamente», con el mismo equipo, esta y otra película de temática pirata, I tre corsari, ambas novelas salgarianas. Los recién salidos de Lux Film, a los que se mantuvo la distribución de la película, Carlo Ponti y Dino De Laurentiis, ciertamente no expandieron su disponibilidad: las escenas navales de las dos películas se rodaron en un solo «medio barco, clavado en la playa en Palo, cerca del castillo de Odescalchi», en lo que luego será Marina di San Nicola, lo que obligó a los actores y extras a ser cautelosos en las escenas de guerra, para no dañarlo. Descubierta por los dos en un estudio fotográfico en Suecia, la protagonista May Britt fue presentada como «la nueva Greta Garbo».

## Recepción
Según Orio Caldiron, Mario Soldati se mueve con soltura y «soberana diversión» entre las páginas de Emilio Salgari, sin temer las críticas de los más ardientes seguidores del escritor veronés a la «irreverencia de su deconstrucción» y - según Il Mereghetti - a su enfoque autocrítico.